# Yo amo a Paquita Gallego
Yo amo a Paquita Gallego é uma telenovela colombiana produzida pela RTI e exibida pelo Canal A, cuja transmissão ocorreu em 1997.

## Elenco
- Cristina Umaña.... Paquita Gallego / Adela
- Mara Alexandra Muñoz.... Filha de Paquita Gallego
- Andrés Juan Hernández.... Andrés Hidalgo
- Victoria Góngora.... Rina Marcela Noriega de Hidalgo
- Margalida Castro.... Isabela Vargas "Tía Chabela"
- Olga Lucía Lozano…. Victoria de Noriega "Doña Vicky"
- Luis Fernando Salas…. John Jairo Zapata
- Jaime Barbini…. Raimundo Rugeles
- Daniel Ochoa....  Alejandro Olmos
- Carolina Lizarazo....  Bettina Lucetti
- Daniel Ariza....  Gustavito de la Pava 'Pavito'
- Luz Stella Luengas....  Tatiana Martin / Santiago Osorno
- Juan Pablo Shuk....  Kennet Martin
- Fabiola Posada....  Séfira
- Juvenal Camacho....  Nicolás
- Lino Martone....  Esteban
- Gregorio Pernía....  Aníbal Cevero
- Germán Rojas....  Ramón Noriega
- Marcela Carvajal....  Soledad Gallego
- Margarita Durán....  Mãe de Andrés
- Luis Mesa....  Javier Hidalgo